# Kamień (powiat piski)
Kamień (dawniej Kamien, w latach 1938–1945 Keilern) – osada w Polsce, w sołectwie Iznota, położona w województwie warmińsko-mazurskim, w powiecie piskim, w gminie Ruciane-Nida. W latach 1975–1998 miejscowość administracyjnie należała do województwa suwalskiego.
Nazwa miejscowości prawdopodobnie pochodzi od dużego głazu, który według podania ludowego był niegdyś miejscem składania ofiar.
Powstała w 1707 jako wieś szkatułowa z prawem chełmińskim, na zachodnim brzegi jeziora Bełdany. Założona na ok. czterech włókach przez pastora Rafała Skierłę z Rozóg (powiat szczycieński). Nabywca otrzymał 7 lat wolnizny, po upływie których roczny czynsz miał wynosić 12 marek od włóki. Przyznano mu budulec z lasów królewskich i prawo połowu ryb "małym sprzętem" na własną potrzebę w pobliskim jeziorze Bełdany.
W 1785 roku we wsi było 9 domów. W 1839 roku Kamień wymieniany jest jako osada dworska z 8 domami i 87 mieszkańcami. Około 1740 roku powstała we wsi szkoła. Istniała krótko.